# Кембл, Аделаида
Аделаида Кембл (англ. Adelaide Kemble; 13 февраля 1815, Лондон, Великобритания — 4 августа 1879, Уорсаш, Великобритания) — английская оперная певица (сопрано, меццо-сопрано) викторианской эпохи и писательница; представительница актёрской семьи Кембл.

## Биография
Аделаида Кембл родилась 13 февраля 1815 года в городе Лондоне в семье актёра Чарльза Кембла (1775—1854) и Марии Терезы Кембл (урождённая Du Camp; 1774–1838); она была младшей сестрой Фанни Кембл, знаменитой актрисы и общественной активистки, пропагандировавшей повсеместную отмену рабства.  
Обучалась вокальному искусству в Лондоне у тенора Джона Брэма и в Италии у сопрано Джудитты Паста. 

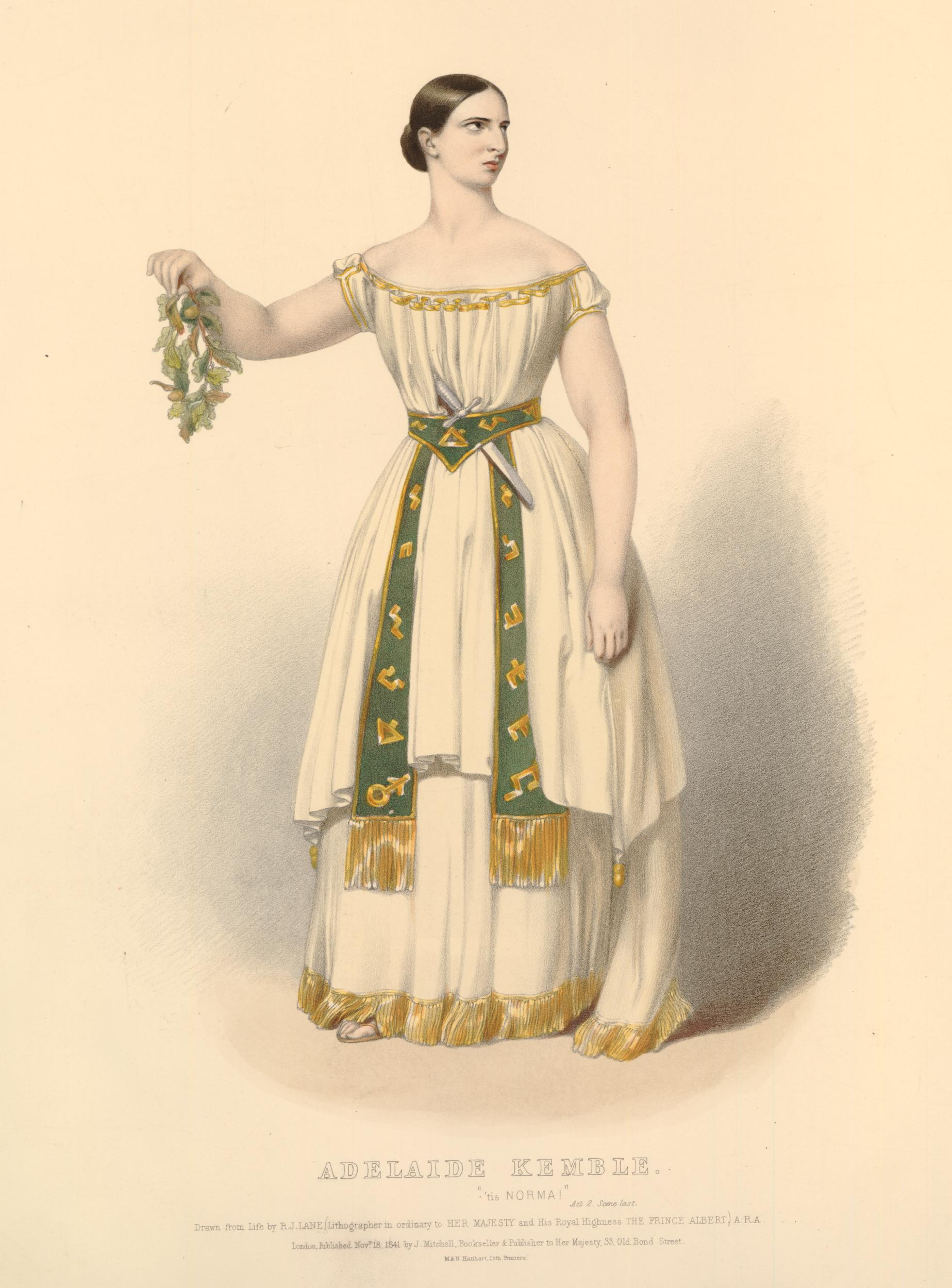
А. Кембл на сцене

2 ноября 1841 года Аделаида Кембл дала свой первый оперный спектакль на лондонской сцене в опере итальянского композитора Винченцо Беллини «Норма».
В 1843 году Аделаида Кембл вышла замуж за Эдварда Джона Сарториса (1814—1888), который был британским землевладельцем и либеральным политиком французского происхождения. Заключив брачный союз, после короткой, но блестящей карьеры Аделаида Сарторис навсегда покинула театральные подмостки. В этом браке родилось несколько детей, некоторые из них стали довольно известны.
Супруги были хозяевами в доме Шопена в Белгравии, где в 1849 году он дебютировал в Лондоне; теперь это место отмечено памятной табличкой. 
В 1867 году в Лондоне она написала яркий юмористический рассказ «Неделя во французском загородном доме» (англ. A week in a French country-house), за которым последовали «Medusa and other tales» (1868) и другие литературные произведения.
Аделаида Кембл-Сарторис скончалась 4 августа 1879 года в Уорсаше.